# Polimerna kemija
POMEN V VSAKDANJEM ŽIVLJENJU
Polimeri so lažji od nekaterih drugih gradbenih materialov, so dobri toplotni in električni izolatorji, lahko jih je oblikovati, odporni so proti vodi in kemikalijam, lahko jih obarvamo. Zato se zelo uporabljajo kot konstrukcijski materiali, zlasti v gradbeništvu, strojništvu, elektrotehniki, tekstilstvu,
kmetijstvu in še posebej v široki potrošnji.Uporabo polimernih materialov pa omejujejo njihova neobstojnost pri visokih temperaturah, gorljivost in slabo prenašanje dolgotrajnih mehanskih obremenitev.Sedaj prihajajo v ospredje novi tako imenovani pametni polimeri in ravno tako se značilnost polimerov kot električni izolatorji postavlja na glavo.